# Vladimir Stogov
Vladimir Stepanovič Stogov (in russo Владимир Степанович Стогов?; Mosca, 5 novembre 1930 – Mosca, 17 maggio 2005) è stato un sollevatore sovietico, più volte campione del mondo ed europeo e medagliato olimpico.

## Carriera
Vladimir Stogov ha partecipato alle Olimpiadi di Melbourne 1956, vincendo la medaglia d'argento nella categoria dei pesi gallo (fino a 56 kg.) con 337,5 kg., alle spalle dello statunitense Charles Vinci che stabilì in quell'occasione il record mondiale con 342,5 kg. nel totale.
È stato cinque volte campione del mondo nella stessa categoria ai campionati del 1955 - '57 - '58 - '59 e 1961. Ai campionati mondiali del 1962 vinse la medaglia di bronzo.
Stogov ha vinto anche sei medaglie d'oro e una medaglia d'argento ai campionati europei di sollevamento pesi. Le medaglie vinte da Stogov ai campionati europei del 1955, 1958, 1959, 1961 e 1962 furono ottenute all'interno dei campionati mondiali svoltisi negli stessi anni e nelle stesse sedi, in un'unica competizione.
Nel corso della sua carriera ha realizzato otto record mondiali della categoria pesi gallo.
Dopo il suo ritiro dall'attività agonistica lavorò come allenatore di sollevamento pesi a Mosca. Tra i suoi allievi ebbe anche il campione olimpico dei pesi leggeri del 1972 Mucharbij Kiržinov.